# Viktor Thorn
Viktor Thorn (ur. 1874, zm. 1950) – norweski kombinator norweski, uczestniczący w zawodach w latach 90. XIX wieku.
W 1895 roku wygrał zawody w kombinacji norweskiej na Holmenkollen ski festival. W tym samym roku, jako pierwszy w historii został uhonorowany medalem Holmenkollen.